# Janet Baker
Pour les articles homonymes, voir Baker.
Janet Baker est une mezzo-soprano et contralto britannique née le 21 août 1933 à Hatfield, une commune sise dans le Nord de l'Angleterre dans le Yorkshire du Sud,
Elle est particulièrement associée à la musique baroque, aux débuts de l'opéra italien, ainsi qu'à l'œuvre de Benjamin Britten. Au cours de sa carrière, qui s'étend des années 1950 aux années 1980, elle s'est révélée une chanteuse remarquable et largement admirée pour son intensité dramatique, peut-être le mieux représenté dans Didon, l'héroïne tragique des Troyens de Berlioz. Comme interprète de concert, Dame Janet Baker a été remarquée pour ses interprétations de la musique de Gustav Mahler et Edward Elgar. David Gutman, pour Gramophone, a décrit son interprétation des Kindertotenlieder de Mahler comme « intime, presque confidentielle ».

## Biographie

### Jeunesse
Janet Abbott Baker est née à Hatfield, dans le sud du Yorkshire, où son père était ingénieur ainsi que choriste. Elle a fréquenté le collège de filles de York, puis le lycée pour filles Wintringham à Grimsby.

### Carrière
Janet Baker fait ses débuts à l'« Oxford University Opera Club » en tant que Miss Panna Róza dans Tajemství de Bedřich Smetana.
En 1959, elle interprète Eduige dans Rodelinda de Georg Friedrich Haendel. Elle a également des rôles dans Ariodante (1964) et Orlando (1966) de Haendel. À Adelburgh, Baker chante Didon dans Dido and Æneas (Didon et Enée) de Purcell (après avoir commencé avec le rôle de la deuxième sorcière, puis celui de la magicienne), ainsi que Polly de L'Opéra de quat'sous de Kurt Weill, Lucretia The Rape of Lucretia  de Benjamin Britten et plusieurs grands rôles encore.
En 1981, elle interprète Poppea L'incoronazione di Poppea de Monteverdi, Maria Stuarda (Mary Stuart) de Donizetti, Charlotte Werther de Massenet et le grand rôle de Cornelia dans Giulio Cesare de Haendel. En 1982, elle quitte l'opéra après avoir chanté Maria Stuarda en anglais à l'ENO et Orphée et Eurydice de Gluck à Glyndebourne.
Baker publie ses mémoires, Full Circle, en 1982. En 1991 elle est élue « Chancellor of the University of York » (Chancelier de l'université de York) jusqu'en 2004.
Elle est faite Dame commandeur de l'Ordre de l'Empire britannique (DBE) en 1976 et membre de l'Ordre des compagnons d'honneur (CH) en 1994.

## Répertoire
Outre les rôles cités plus haut, Janet Baker est aussi une admirable interprète de mélodies : Berlioz, Brahms, Mahler, Schubert, Ravel, entre autres.

## Enregistrements notables
- Bellini : I Capuleti e i Montecchi, Beverly Sills, Robert Lloyd, Nicolai Gedda, Raimund Herincx, John Alldis Choir, Orchestre Philharmonia, dirigé par Giuseppe Patanè. 1975. Enregistrement studio. EMI Records Ltd.
- Berlioz : Béatrice et Bénédict, avec Christiane Eda-Pierre, Helen Watts, Robert Tear, Orchestre symphonique de Londres, Colin Davis. Enregistré au Henry Wood Hall, 19 au 22 décembre 1977. LP Philips 6700 121. report CD 416 952 2[5].
- Berlioz : Les Troyens : scènes de l'Acte V et La Mort de Cléopâtre, Orchestre symphonique de Londres, Alexander Gibson. Enregistré au Watford Town Hall, 14 et 15 septembre 1969. LP Emi - ASD2516, report CD CDM7 69544 2[5].
- Berlioz : L'Enfance du Christ, Op.25 - John Alldis Choir, Orchestre symphonique de Londres, Sir Colin Davis. Enregistré au Watford Town Hall, du 24 au 28 octobre 1976. LP Philips 6700 106, report CD 415 949 2[5].
- Berlioz : La Damnation de Faust, Choeur du Théatre National de l'Opéra et Orchestre de Paris, dir. Gerges Prêtre, 2 LP Emi 1969 report CD Warner classics 2007.
- Berlioz : Les nuits d’été, New Philharmonic Orchestra, dir. Sir John Barbirolli LP EMI 1968 report CD Warner classics 2019.
- Britten : Spring Symphony, op. 44, avec Sheila Armstrong, Robert Tear, Orchestre symphonique de Londres, André Previn. Enregistré au Kingsway Hall, 28 et 29 juin 1978. LP ASD3650, CD CDC7 47667 2[5]
- Delius : Songs of Sunset, John Shirley-Quirk, Royal Liverpool Philharmonic Orchestre et Chœur, Charles Groves
- Elgar : Sea pictures, Op. 37, Orchestre symphonique de Londres, Sir John Barbirolli. Enregistré le 30 août 1965, Abbey Road Studio 1. LP - ASD655, CD CDC7 47329 2[5]
- Gluck : Orpheus and Euridice au Festival de Glyndebourne, dirigé par Raymond Leppard. En vidéo. Copyright 1982 by National Video Corporation, Limited.
- Haendel : Jules César en Égypte avec le English National Opera; Charles Mackerras, direction (Chandos CHAN 3019; enregistré du 1er au 7 août 1984; édition 1999). Une vidéo du studio de ENO production, enregistrée au Limehouse Studio, a été éditée en vidéo puis en DVD[6].
- Mahler : Kindertotenlieder avec le Hallé Orchestra; John Barbirolli, direction (EMI LP cat. no. ASD 2338; édition 1968)
- Mahler : Das Lied von der Erde avec l'Orchestre royal du Concertgebouw dirigé par Bernard Haitink (Philips, 1975)
- Mahler : Symphony No. 2 avec l'Orchestre symphonique de Londres, BBC Chorus etc., Leopold Stokowski, direction (BBC Proms 1963); (BBC Legends)
- Mahler : Symphony No. 2 in "The Klemperer Legacy"; Chor und Symphonie-Orchester des Bayerischer Rundfunks ; Otto Klemperer, direction (EMI, 1998)
- Mozart : Cosi fan tutte, dirigé par Colin Davis (Philips, 1974)
- Mozart : La clemenza di Tito, dirigé par Colin Davis (Philips, 1977)
- Purcell : Dido and Æneas, dirigé par Anthony Lewis (en), English Chamber Orchestra, The St. Anthony Singers; enregistré en Oct. 1961; avec Raimund Herincx (en) dans le rôle d'Énée. Decca Legendary Performances/UMG. SOL 60047.
- Ravel : Shéhérazade dirigé par Sir John Barbirolli, New Philharmonia Orchestra 27-28 XII 1967, Kingsway Hall, London (stereo).
- Schubert : Lieder. Un double-CD avec les  pianistes Gerald Moore et Geoffrey Parsons, contenant 42 chants. EMI classics, 7243 5 69389 2

## Distinctions

### Prix
- 1979 : Léonie Sonning Music Award
- 1990 : Médaille d'or de la Royal Philharmonic Society
- 2011 : Gramophone Award pour l’œuvre de toute une vie
- 2022 : International Opera Award pour l'ensemble de sa carrière[7]

### Décorations
- Commandeur de l'ordre des Arts et des Lettres Elle est faite commandeur lors de la promotion du 1er août 1995[8].
- Ordre de l'Empire britannique à titre civil Elle est faite commandeur (CBE) en 1970, avant d'être promue Dame Commandeur (DBE) en 1976[9].